# Wilhelm Benkert

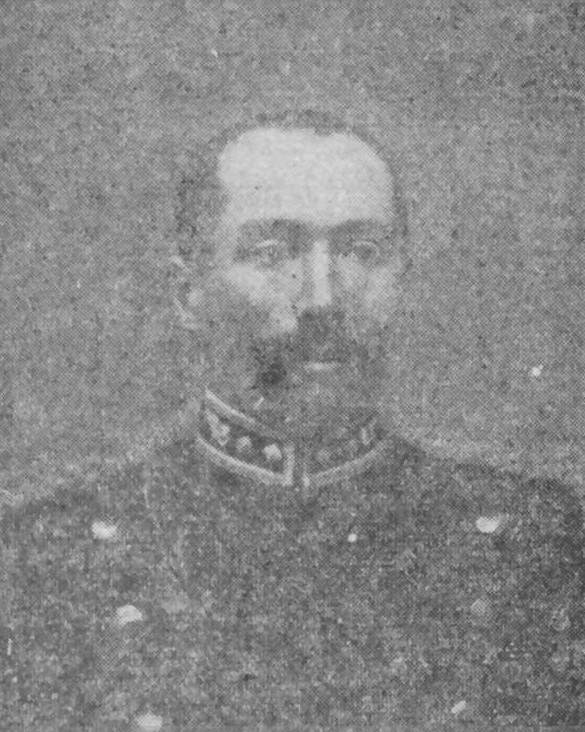
Wilhelm Benkert

Wilhelm Benkert (* 27. Januar 1877 in Bamberg; † 4. Februar 1929 in Backnang) war ein württembergischer Landtagsabgeordneter. 

## Leben
Wilhelm Benkert war Zugführer von Beruf und lebte in Backnang. Über die Landesliste der Bürgerpartei wurde Benkert 1919 Abgeordneter in der Württembergischen Verfassunggebenden Landesversammlung. Benkert war auch mehrere Jahre Vorsitzender des Württembergischen Eisenbahnerverbandes.